# Liste der britischen Gesandten in Bayern
Dies ist eine Liste der britischen Gesandten, bevollmächtigten Minister und Ministerresidenten in Bayern (1692–1914). Der offizielle Titel des obersten diplomatischen Vertreters der britischen Krone in Bayern hieß bis 1871: „außerordentlicher Gesandter und bevollmächtigter Minister seiner britischen Majestät“; nach der deutschen Reichsgründung ernannte das Vereinigte Königreich als Leiter der Gesandtschaft in München nur noch Geschäftsträger (bis 1890) bzw. Ministerresidenten (bis 1914).

## Geschichte
Bereits im 17. Jahrhundert wurden englische, später britische Gesandte beim immerwährenden Reichstag zu Regensburg (ab 1662) auch am kurfürstlichen Hof zu München akkreditiert.
Am 11. August 1750 schlossen der hannoversche Kurfürst und britische König Georg II., der bayerische Kurfürst Maximilian III. Joseph und die Generalstaaten der Republik der Sieben Vereinigten Provinzen (auch „die Niederlande“) den Hannoveraner Vertrag. Der Vertrag regelte einerseits eine Verlängerung eines bereits 1746 geschlossenen Überlassungsvertrags für angeheuerte bayerische Hilfstruppen, andererseits wurde die Kurstimme von Maximilian III. Joseph bis Juli 1756 (gegen Subsidien) abgetreten.
Während der Napoleonischen Kriege kam es 1804 bis 1814 zu einer Unterbrechung der diplomatischen Beziehungen.

## Missionschefs
1692: Aufnahme diplomatischer Beziehungen zwischen Bayern und England
| Ernennung     | Name                                     | Bemerkungen | ernannt, während der Regierung                                | akkreditiert, während der Regierung | Abberufung    |
| ------------- | ---------------------------------------- | --- | ------------------------------------------------------------- | ----------------------------------- | ------------- |
| 1726          | Isaac Leheup                             | (* 1686; † 1747) |                                                               |                                     | 1727          |
| 1746          | Onslow Burrish                           | (* 1698; † 1758 in Augsburg) | Henry Pelham                                                  | Maximilian III. Joseph              | 1747          |
| 9. Feb. 1757  | Onslow Burrish                           | | Henry Pelham                                                  | Maximilian III. Joseph              |               |
| 1764          | Fulke Greville                           | (* 1717; † 1806) | George Grenville                                              | Maximilian III. Joseph              | 1769          |
| 22. Dez. 1769 | Lewis De Visme                           | († 1776) anschließend Gesandter in Stockholm. | Augustus FitzRoy, 3. Herzog von Grafton                       | Maximilian III. Joseph              | 1774          |
| 1773          | Hugh Elliot                              | (* 6. April 1752; † 2. Dezember 1830) | Frederick North, 2. Earl of Guilford                          | Maximilian III. Joseph              | 1776          |
| 1776          | Morton Eden, 1. Baron Henley             | Gesandter in Kopenhagen, Dresden, Berlin und Wien. | Frederick North, 2. Earl of Guilford                          | Maximilian III. Joseph              | 1779          |
| 1780          | John Hampden-Trevor, 3. Viscount Hampden | (* 1749; † 1824) | Frederick North, 2. Earl of Guilford                          | Karl Theodor                        | 1783          |
| 1784          | Thomas Walpole                           | (* 1755; † 1840) | William Henry Cavendish-Bentinck, 3. Herzog von Portland      | Karl Theodor                        | 1796          |
| 1794          | Richard Shepherd                         | Geschäftsträger | William Henry Cavendish-Bentinck, 3. Herzog von Portland      | Karl Theodor                        | 1798          |
| 1798          | Arthur Paget                             | (* 1771; † 1840) | William Henry Cavendish-Bentinck, 3. Herzog von Portland      | Karl Theodor                        | 1799          |
| 1799          | Francis Drake                            | | William Henry Cavendish-Bentinck, 3. Herzog von Portland      | Maximilian I. Joseph                | 1805          |
| 1. März 1814  | Georges Henry Rose                       | | Robert Banks Jenkinson, 2. Earl of Liverpool                  | Maximilian I. Joseph                | 31. Okt. 1815 |
| 5. Nov. 1815  | Lionel Charles Hervey                    | Geschäftsträger | Robert Banks Jenkinson, 2. Earl of Liverpool                  | Maximilian I. Joseph                | 15. Dez. 1815 |
| 1815          | Frederick Lamb, 3. Viscount Melbourne    | (* 1782; † 1853) 1818–1824 Gesandter beim Deutschen Bund in Frankfurt am Main | Robert Banks Jenkinson, 2. Earl of Liverpool                  | Maximilian I. Joseph                | 1820          |
| 1820          | Brook Taylor                             | (* 1776; † 1846) 1814–1820 Gesandter in Stuttgart, 1828–1831 Gesandter in Berlin                                                                                                 | Robert Banks Jenkinson, 2. Earl of Liverpool                  | Maximilian I. Joseph                | 1828          |
| 1827          | Robert Gordon                            | (* 1791; † 1847) 1828 bis 1831 Botschafter in Konstantinopel, 1841 bis 1846 Botschafter in Wien                                                                                  | George Canning                                                | Ludwig I.                           | 1828          |
| 1828          | David Erskine, 2. Baron Erskine          | (* 1776; † 1855) 1806 bis 1809 Gesandter in Washington, D.C., 1825 bis 1828 Gesandter in Stuttgart.                                                                              | Arthur Wellesley, 1. Herzog von Wellington                    | Ludwig I.                           | 1843          |
| 1843          | John Ralph Milbanke-Huskisson            | (* 1800; † 1898) 1862–1867 Gesandter in Den Haag | Robert Peel                                                   | Ludwig I.                           | 1862          |
| 1863          | Augustus Loftus                          | (* 1817; † 1904) 1858–1860 Botschafter in Wien, 1860–1862 und 1866–1871 Gesandter in Berlin, 1871–1879 Gesandter in Sankt Petersburg, 1879–1885 Gouverneur in Neusüdwales        | Henry John Temple, 3. Viscount Palmerston                     | Maximilian II. Joseph               | 1866          |
| 1866          | Henry Francis Howard                     | (* 1809; † 1898) 1866–1872 Gesandter in Lissabon, 1859–1866 Gesandter in Hannover                                                                                                | Edward Geoffrey Smith Stanley, 14. Earl of Derby              | Ludwig II.                          | 1872          |
| 1872          | Robert Morier                            | (* 1827; † 1893) 1866–1872 Gesandter in Darmstadt, 1871–1872 Gesandter in Stuttgart.                                                                                             | Benjamin Disraeli                                             | Ludwig II.                          | 1876          |
| 1877          | Edward Stanton                           | (* 1827; † 1904) | Benjamin Disraeli                                             | Ludwig II.                          | 1881          |
| 1882          | Hugh Guio McDonell                       | (* 1832; † 1904) 1857–1877 Legationssekretär auch Geschäftsträger in Berlin, 1885–1888 Gesandter in Brasilien, 1888–1893 Gesandter in Kopenhagen, ab 1893 Gesandter in Lissabon. | William Ewart Gladstone                                       | Ludwig II.                          | 1885          |
| 1885          | Victor Arthur Wellington Drummond        | (* 1833; † 1907) | Robert Arthur Talbot Gascoyne-Cecil, 3. Marquess of Salisbury | Ludwig II.                          | 1903          |
| 1903          | Reginald Thomas Tower                    | | Arthur Balfour                                                | Luitpold von Bayern                 | 1906          |
| 1906          | Fairfax Leighton Cartwright              | (* 1857; † 1928) | Henry Campbell-Bannerman                                      | Luitpold von Bayern                 | 1908          |
| 1908          | Horace Rumbold, 9. Baronet               | | Herbert Henry Asquith                                         | Luitpold von Bayern                 | 1909          |
| 1910          | Vincent Edwin Henry Corbett              | (* 1861; † 1936) | Herbert Henry Asquith                                         | Luitpold von Bayern                 | 1914          |

1914: Abbruch der Beziehungen infolge des Ersten Weltkriegs (1914–1918), danach nur noch konsularische Beziehungen